# Рандл, Софи
Софи Рандл (англ. Sophie Rundle; род. 21 апреля 1988, Борнмут, Дорсет) — британская актриса кино и телевидения, получившая известность после исполнения роли Ады Шелби в телесериале телеканала BBC Two «Острые козырьки».

## Ранние годы
Родилась 21 апреля 1988 года в курортном городе Борнмут. Её отец Майкл бизнес-консультант, а мать Фиона менеджер по обслуживанию клиентов, дедушка был линейным продюсером.
Рандл является средним ребёнком в семье. Оба её брата тоже связали свою жизнь с творческими профессиями: старший Джеймс стал писателем, а младший Гарри, как и сестра, актёром.
С 11 до 18 лет обучалась в Борнмутской школе для девочек. Затем три года изучала актёрское мастерство в Королевской академии драматического искусства, которую окончила в 2011 году со степенью бакалавра.

## Карьера

### Телевидение
Впервые на телеэкранах актриса появилась в малобюджетном фильме ужасов «Злодеи из глубинки» в 2007 году, однако полноценным началом профессиональной карьеры можно считать эпизодическую роль в телесериале «Закон Гэрроу» в 2011 году, которую она получила сразу после выпуска из театральной школы.
Позже в 2012 году она снялась в телесериале «Титаник», а на канале ITV вышел первый сезон сериала «Код убийства», в котором Рандл сыграла одну из главных ролей. В 2014 году вышел второй сезон сериала. Также в 2012 году она появилась в экранизации романа Чарльза Диккенса «Большие надежды».
2013 год принес Рандл роли в эпизодах телесериалов «Мерлин» и «Шетланд», но главным успехом молодой актрисы стала постоянная роль в новом телесериале BBC «Острые козырьки», где её партнёрами являются Киллиан Мёрфи и Хелен Маккрори. Рандл играет Аду Шелби Торн, сестру гангстеров Шелби, которая в основном занимается легальной частью семейного бизнеса.
Продолжая играть в «Острых козырьках», в 2014 году Софи Рандл появилась в трех эпизодах криминального сериала «Счастливая долина» в роли патрульного Кристин Макаскил, которая была убита героем Джеймса Нортона Томми Ли Ройсом. В 2015 году актриса сыграла главную роль в телефильме «Визит инспектора», одну из основных ролей в ситкоме «Опасно для работы» и роль Гонории Барбери в телесериале «Диккенсиана».
В 2017 году на телеканале Sky1 вышел телесериал «Джеймстаун» о молодых женщинах, которые отправляются в Новый Свет, чтобы выйти замуж за первых колонистов. Рандл играет Элис Кетт Спэрроу — девушку, заочно помолвленную с мрачным и жестоким фермером. В 2018 году Софи Рандл вместе с Ричардом Мэдденом и Кили Хоус сыграла в высоко оцененном критиками телесериале «Телохранитель». Актриса исполняет роль Вики Бадд, супруги главного героя в исполнении Мэддена, с которым у неё напряженные отношения.
В 2019 году Рандл сыграла главную роль Энн Уокер, любовницы Энн Листер, в сериале «Джентльмен Джек».

### Театр
В 2013 году Рандл играла роль Банти Мэнвейринг в восстановленной постановке пьесы Ноэла Кауарда «Водоворот» в театре «Роза» в Кингстоне. В 2014 году в Национальном театре участвовала в постановке Говарда Дэйвиса пьесы хорватской писательницы Тены Штивичич «Три зимы», в которой исполняла роль Лучии Кос, представительницы младшего поколения семьи, чья долгая история составляет фабулу пьесы. C декабря 2016 года по январь 2017 года в постановке пьесы «Дикий мёд» (адаптации Майклом Фрейном пьесы А. П. Чехова «Безотцовщина») в театре «Хемстэд» актриса играла Софью, невестку Анны Павловны Войницевой.

## Личная жизнь
На съемках телесериала «Джеймстаун» Рандл познакомилась и начала встречаться с актёром Мэттом Стоккоу, с которым позднее они основали продюсерскую компанию Bone Garden Films. В 2018 году пара приобрела старый Викторианский дом в центре Лондона, в котором в настоящее время и проживает вместе со своим лабрадором Бадди. В мае 2019 года стало известно, что актёры обручились. В апреле 2021 года у пары родился сын.

## Фильмография

### Фильмы
| Год  | Название           | Оригинальное название | Роль                                                 | Примечания     |
| ---- | ------------------ | --------------------- | ---------------------------------------------------- | -------------- |
| 2007 | Злодеи из глубинки | Small Town Folk       | Хизер                                                |                |
| 2012 | Большие надежды    | Great Expectations    | Клара                                                |                |
| 2014 | Маленькие звёзды   | Little Stars          | Анна Биван                                           | документальный |
| 2014 | Лицо ангела        | The Face of an Angel  | Ханна                                                |                |
| 2015 | Визит инспектора   | An Inspector Calls    | Ева Смит / Дейзи Рентон / Миссис Берлинг / Элис Грей | ТВ             |
| 2020 | Роуз               | Rose                  | Роуз                                                 |                |
| 2020 | Найти Элизабет     | Elizabeth is Missing  | Сьюзен «Сьюки» Джеффорд                              | ТВ             |

### Телевидение
| Год       | Название               | Оригинальное название | Роль                | Примечания                                                     |
| --------- | ---------------------- | --------------------- | ------------------- | -------------------------------------------------------------- |
| 2011      | Закон Гарроу           | Garrow’s Law          | мисс Эмелин Кассон  | эпизод 3.04                                                    |
| 2012      | Титаник                | Titanic               | Роберта Майони      |                                                                |
| 2012      | Мерлин                 | Merlin                | Сефа                | 5 сезон (2 эпизода)                                            |
| 2012-2014 | Код убийства           | The Bletchley Circle  | Люси Дэвис          |                                                                |
| 2012-2014 | Эпизоды                | Episodes              | Лабиа               | 5 эпизодов                                                     |
| 2013      | Шетланд                | Shetland              | Софи                | 1 сезон                                                        |
| 2013      | Разговор с мёртвыми    | Talking to the Dead   | Фиона Гриффитс      |                                                                |
| 2013-2019 | Острые козырьки        | Peaky blinders        | Ада Шелби           |                                                                |
| 2014      | Вызовите акушерку      | Call the Midwife      | Памела Сент         | эпизод 3.07                                                    |
| 2014      | Счастливая долина      | Happy Valley          | Кирстен МакАскилл   | 1 сезон (3 эпизода)                                            |
| 2015      | Небезопасно для работы | Not Safe for Work     | Дженни              |                                                                |
| 2015-2016 | Диккенсиана            | Dickensian            | Гонория Барбери     |                                                                |
| 2016      | Короткие встречи       | Brief Encounters      | Стефани «Стеф» Кирк |                                                                |
| 2017-2019 | Джеймстаун             | Jamestown             | Элис Кетт           |                                                                |
| 2018      | Телохранитель          | Bodyguard             | Викки Бадд          |                                                                |
| 2019      | Городские легенды      | Urban Myths           | принцесса Диана     | эпизод 3.01 «Принцесса Диана, Фредди Меркьюри и Кенни Эверетт» |
| 2019      | Джентльмен Джек        | Gentleman Jack        | Энн Уокер           |                                                                |

### Радио
| Год  | Название      | Оригинальное название | Роль  | Примечания |
| ---- | ------------- | --------------------- | ----- | ---------- |
| 2016 | Звёздная пыль | Stardust              | Ивейн |            |

## Театр
| Год  | Название  | Роль             | Режиссёр      | Примечания                     |
| ---- | --------- | ---------------- | ------------- | ------------------------------ |
| 2013 | Водоворот | Банти Мэнвейринг | Стивен Анвин  | театр «Роза»                   |
| 2014 | Три зимы  | Лючия Кос        | Говард Дэвис  | Королевский национальный театр |
| 2016 | Дикий мёд | Софья            | Джонатан Кент | театр «Хемстэд»                |